# Бангладеш на летних Олимпийских играх 1996
Сборная Бангладеш принимала участие в Летних Олимпийских играх 1996 года в Атланте (США) в четвёртый раз за свою историю, но не завоевала ни одной медали. Сборную страны представляли трое мужчин и одна женщина.

## Результаты

### Лёгкая атлетика
Мужчины
| Спортсмен      | Соревнование      | Отборочный | Отборочный | Четвертьфинал | Четвертьфинал | Полуфинал     | Полуфинал     | Финал         | Финал         |
| Спортсмен      | Соревнование      | Результат  | Место      | Результат     | Место         | Результат     | Место         | Результат     | Место         |
| -------------- | ----------------- | ---------- | ---------- | ------------- | ------------- | ------------- | ------------- | ------------- | ------------- |
| Бимал Тарафдар | Бег на 100 метров | 10.98      | 7          | не участвовал | не участвовал | не участвовал | не участвовал | не участвовал | не участвовал |

Женщины
| Спортсменка   | Соревнование   | Квалификация | Квалификация | Финал          | Финал          |
| Спортсменка   | Соревнование   | Результат, м | Место        | Результат      | Место          |
| ------------- | -------------- | ------------ | ------------ | -------------- | -------------- |
| Нилуфар Ясмин | Прыжки в длину | 5.24         | 36           | Не участвовала | Не участвовала |

### Стрельба
Мужчины
| Спортсмен   | Соревнование                       | Квалификация | Квалификация | Финал         | Финал         |
| Спортсмен   | Соревнование                       | Очки         | Место        | Очки          | Место         |
| ----------- | ---------------------------------- | ------------ | ------------ | ------------- | ------------- |
| Саифул Алам | Пневматическая винтовка, 10 метров | 581          | 33           | не участвовал | не участвовал |

### Плавание
Мужчины
| Спортсмен    | Соревнование       | Отборочный | Отборочный | Финал         | Финал         |
| Спортсмен    | Соревнование       | Время      | Место      | Время         | Место         |
| ------------ | ------------------ | ---------- | ---------- | ------------- | ------------- |
| Карар Рахман | 100 метров брассом | 1:11.47    | 44         | не участвовал | не участвовал |